# Комедия на ужасите
Комедия на ужасите или хорър комедия е литературен и филмов жанр, съчетаващ елементи на комедия и ужаси.
Обикновено е вариант на черна комедия или пародира клишета на жанра на ужасите. Като ранен пример на хорър комедия често е сочен разказът „Легенда за Сънната долина“ на Уошингтън Ървинг (1820).